# Г'юґо Дамметт
Г'ю́ґо Т. Да́мметт (англ. Hugo T. Dummett; 1940—2002) — південноафриканський геолог, президент Спілки геологів корисних копалин (2002). Відомий своєю роллю у відкритті алмазної шахти «Екаті» в піщаних рівнинах північно-західної Канади. Загинув 2002 року внаслідок автомобільної катастрофи. 2003 року північна частина мідно-золотого родовища «Ою Толгой» у Південному Гобі, Монголія була перейменована на родовище Г'юґо Дамметта. На честь геолога названо Діамантову нагороду ім. Г'юґо Дамметта від Асоціації вивчення корисних копалин Британської Колумбії. 2010 року його ім'я було внесене до Канадійської гірничої зали слави.

## Прижиттєві нагороди
- Золота медаль ім. Вільяма Лоренса Сандерса[3]
- Медаль за заслуги від Канадійської гірничої зали слави[3]
- Звання «Гірника року» (англ. Mining Man of the Year) від часопису «Нортерн Майнер» (1998)[4]
- Нагорода Денієла Джеклінга (2000)[3]